# 埼玉県道215号宗岡さいたま線

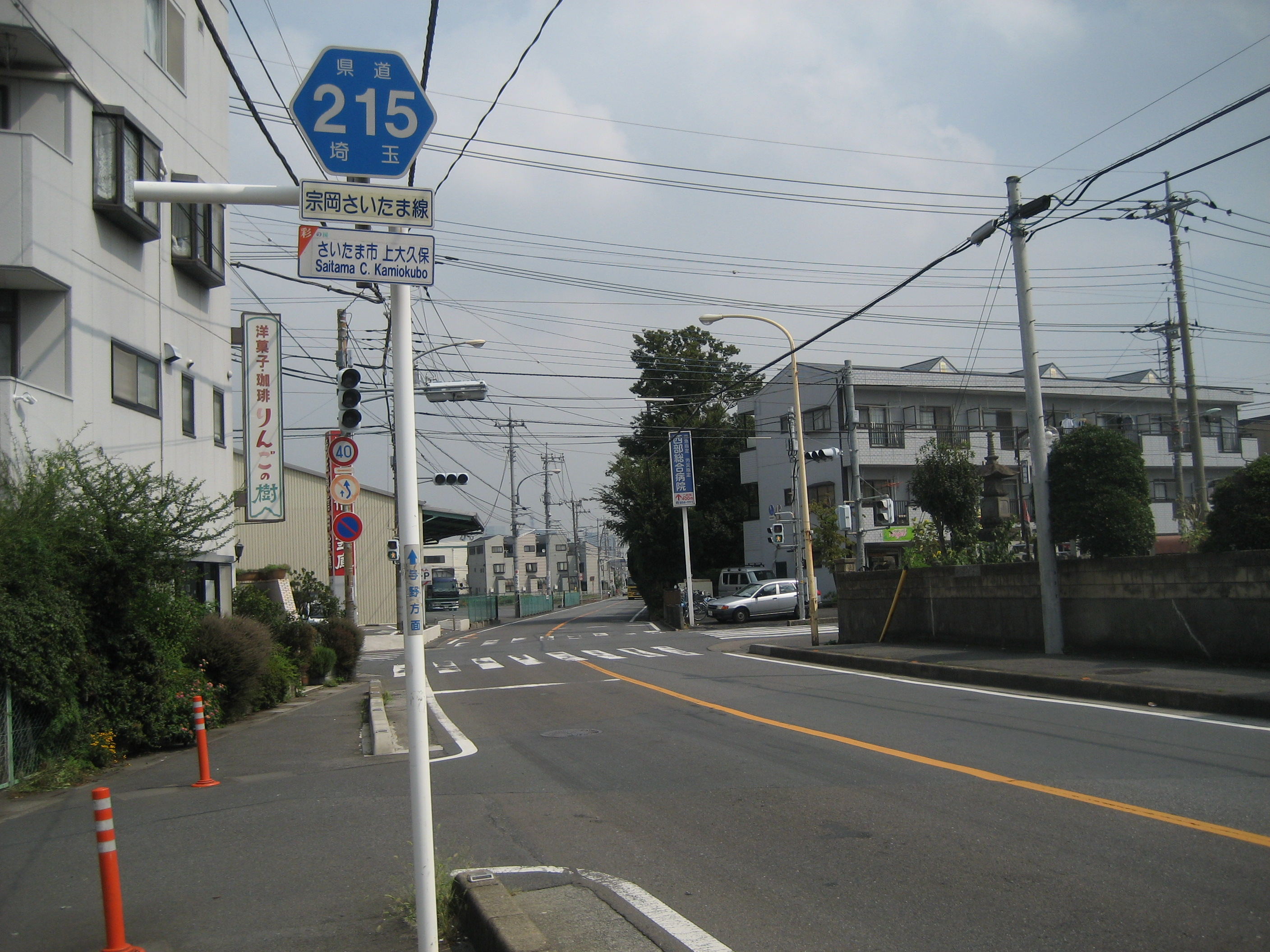
さいたま市桜区上大久保付近

埼玉県道215号宗岡さいたま線（さいたまけんどう215ごう むねおかさいたません）は、埼玉県志木市の上宗岡5丁目交差点から、さいたま市中央区の与野駅入口交差点に至る県道である。さいたま市中央区内には支線が存在する。

## 路線概要
- 起点：埼玉県志木市上宗岡 上宗岡5丁目交差点（埼玉県道36号保谷志木線（重複：埼玉県道113号川越新座線）交点）
- 終点：埼玉県さいたま市中央区下落合 与野駅入口交差点（国道17号（中山道）交点、埼玉県道119号与野停車場線起点）[1]

## 支線
- さいたま市中央区上峰 上峰交差点（本線分離、国道17号（新大宮バイパス）と重複） - さいたま市中央区円阿弥 円阿弥交差点（屈折、国道17号（新大宮バイパス）分離） - さいたま市中央区上落合 さいたまスーパーアリーナ入口交差点（国道17号（中山道・与野大宮道路）交点） - さいたま市中央区新都心 さいたま新都心駅西口（埼玉県道56号交点）

## 通称
- 蓮田通り：志木市 上宗岡5丁目交差点 - 志木市 羽根倉橋西交差点
- 浦和所沢バイパス：志木市 羽根倉橋西交差点 - さいたま市桜区 埼大前交差点（国道463号との重複区間）
- 埼大通り：さいたま市桜区 下大久保交差点 - さいたま市桜区 埼大前交差点（国道463号との重複区間のうちさいたま市内）
- たつみ通り：さいたま市桜区 埼大前交差点[2] - さいたま市中央区 芸術劇場前交差点
- 本町通り：さいたま市中央区 芸術劇場前交差点 - さいたま市中央区 本町西1丁目交差点
- 新大宮バイパス：さいたま市中央区 上峰交差点 - さいたま市中央区 円阿弥交差点（国道17号新大宮バイパスとの重複区間） ※支線
- 八幡通り：さいたま市中央区 円阿弥交差点 - さいたまスーパーアリーナ入口交差点 ※支線

## 通過する自治体
- 埼玉県
  - 志木市 - さいたま市（桜区 - 中央区）

## 接続・交差する主な道路
※左が上り線、右が下り線である。
本線
| 交差する道路                                                   | 交差する道路                                                   | 交差点名    | 所在地     | 所在地 |
| -------------------------------------------------------------- | -------------------------------------------------------------- | ----------- | ---------- | ------ |
| （袋橋通り） 新河岸川・埼玉県道266号ふじみ野朝霞線方面         |                                                                |             |            |        |
| 埼玉県道36号保谷志木線（宿通り）                               | 埼玉県道36号保谷志木線（宿通り）                               | 上宗岡5丁目 | 志木市     | 志木市 |
| （あきはね通り）                                               | （羽根倉通り）                                                 | 上宗岡4丁目 | 志木市     | 志木市 |
| 本線（浦和所沢バイパス）                                       | 国道463号（浦和所沢バイパス）                                  | 羽根倉橋西  | 志木市     | 志木市 |
| 埼玉県道57号さいたま鴻巣線                                     | 埼玉県道57号さいたま鴻巣線                                     | 下大久保    | さいたま市 | 桜区   |
| 国道463号（埼大通り）                                          | 国道463号（埼大通り）                                          | 埼大前      | さいたま市 | 桜区   |
| （大泉院通り）                                                 |                                                                |             | さいたま市 | 桜区   |
| 国道17号（新大宮バイパス）                                     | 支線（新大宮バイパス）                                         | 上峰        | さいたま市 | 中央区 |
| 埼玉県道165号大谷本郷さいたま線（本町通り）本線 （たつみ通り） | 埼玉県道165号大谷本郷さいたま線（本町通り）本線 （たつみ通り） | 芸術劇場前  | さいたま市 | 中央区 |
|                                                                | 本線                                                           | 本町西1丁目 | さいたま市 | 中央区 |
| 埼玉県道165号大谷本郷さいたま線（本町通り）                    |                                                                | 本町西1丁目 | さいたま市 | 中央区 |
| （与野中央通り）                                               | （与野中央通り）                                               | 中央区役所  | さいたま市 | 中央区 |
| 国道17号（中山道）                                             | 国道17号（中山道）                                             | 与野駅入口  | さいたま市 | 中央区 |
| 埼玉県道119号与野停車場線 与野駅方面                           |                                                                |             |            |        |

支線
| 交差する道路                                | 交差する道路                     | 交差点名                     | 所在地     | 所在地 |
| ------------------------------------------- | -------------------------------- | ---------------------------- | ---------- | ------ |
| 国道17号（新大宮バイパス）戸田・北町方面    |                                  |                              |            |        |
| 本線（たつみ通り）                          | 本線（たつみ通り）               | 上峰                         | さいたま市 | 中央区 |
| （白鍬通り）                                | （白鍬通り）                     | 白鍬通り                     | さいたま市 | 中央区 |
| （赤山通り）                                | （赤山通り）                     | 赤山通り                     | さいたま市 | 中央区 |
|                                             | 屈折                             | 円阿弥                       | さいたま市 | 中央区 |
| 国道17号（新大宮バイパス）                  |                                  | 円阿弥                       | さいたま市 | 中央区 |
| 埼玉県道165号大谷本郷さいたま線（本町通り） |                                  |                              | さいたま市 | 中央区 |
| （与野中央通り）                            |                                  |                              | さいたま市 | 中央区 |
| 国道17号（中山道・与野大宮道路）            | 国道17号（中山道・与野大宮道路） | さいたまスーパーアリーナ入口 | さいたま市 | 中央区 |
| （八幡通り）                                |                                  |                              |            |        |

## 重複区間
- 国道463号：志木市 羽根倉橋西交差点 - さいたま市桜区 埼大前交差点
- 埼玉県道165号大谷本郷さいたま線：さいたま市中央区 芸術劇場前交差点 - さいたま市中央区 本町西1丁目交差点
- 国道17号新大宮バイパス：さいたま市中央区 上峰交差点 - 円阿弥交差点[3][4] ※支線

## 交差する河川
- 荒川（羽根倉橋）
- 鴨川（浅間橋）

## 注意点
- 上峰交差点は自転車事故多発交差点である[3]。また、2010年は埼玉県内で最も事故が多かった交差点である（類型別では左折時が半数、追突が半数近く）[5]。
- 埼大前交差点、上峰交差点、円阿弥交差点は埼玉県内の一般道の主要渋滞箇所である[4]。
- 埼大前交差点付近の単独区間は道幅が狭い。

## 沿線
本線
- TMG宗岡中央病院
- 富士見市運動公園
- レッズランド
- 埼玉大学
- 埼玉県立常盤高等学校
- 埼玉県立特別支援学校さいたま桜高等学園
- 埼玉県浦和大久保合同庁舎
- 西部総合病院
- さいたま市立上大久保中学校
- 彩の国さいたま芸術劇場
- 与野本町駅（JR埼京線）
- さいたま市消防局中央消防署
- さいたま市中央区役所
- 与野郵便局
- 浦和西警察署与野交番
- 与野駅（JR京浜東北線）

支線
- さいたま市立与野八幡小学校
- 北与野駅（JR埼京線）
- さいたま新都心
- さいたまスーパーアリーナ
- さいたま新都心駅（JR宇都宮線・高崎線・京浜東北線）

## ギャラリー

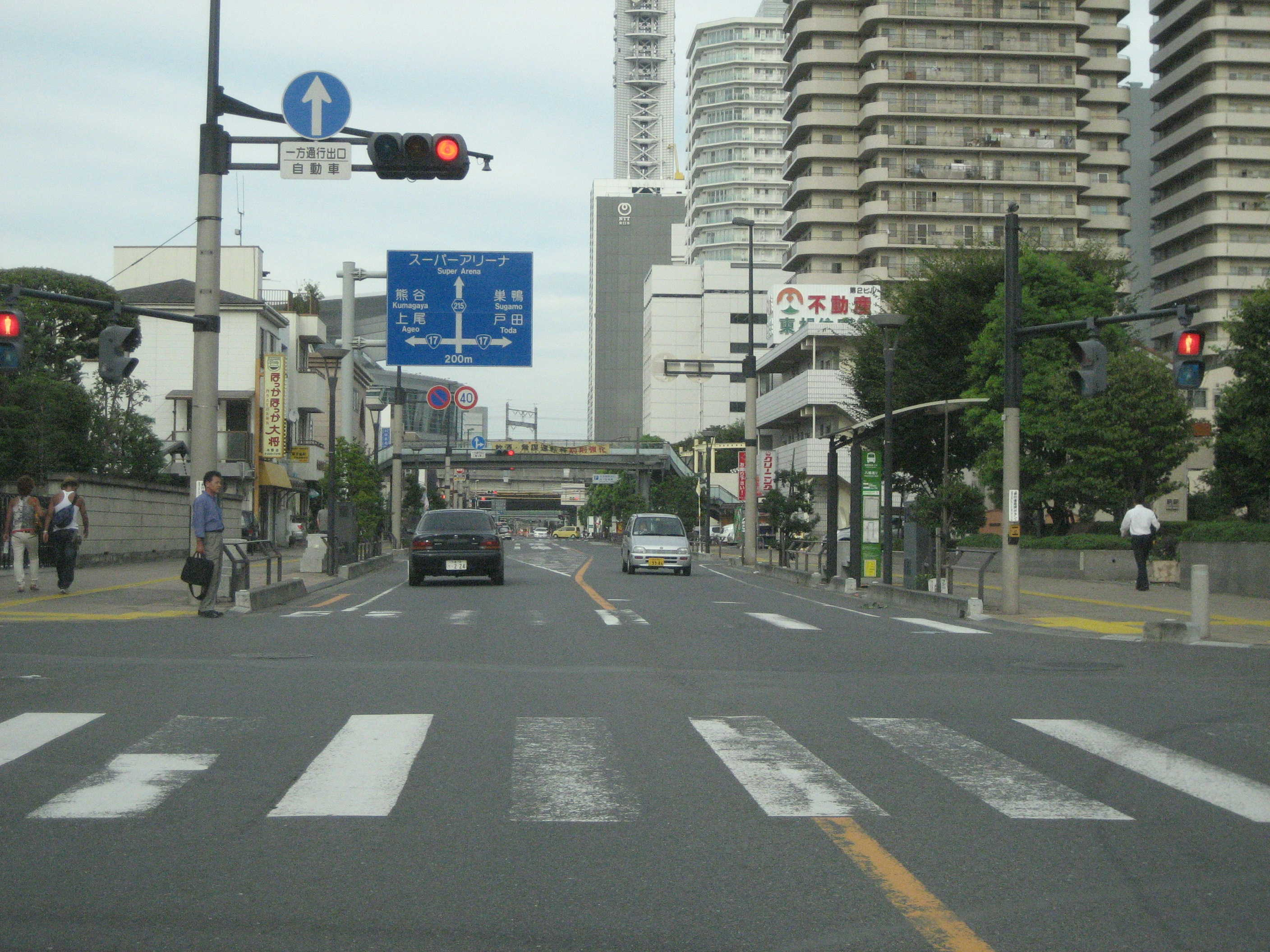
さいたま新都心方面
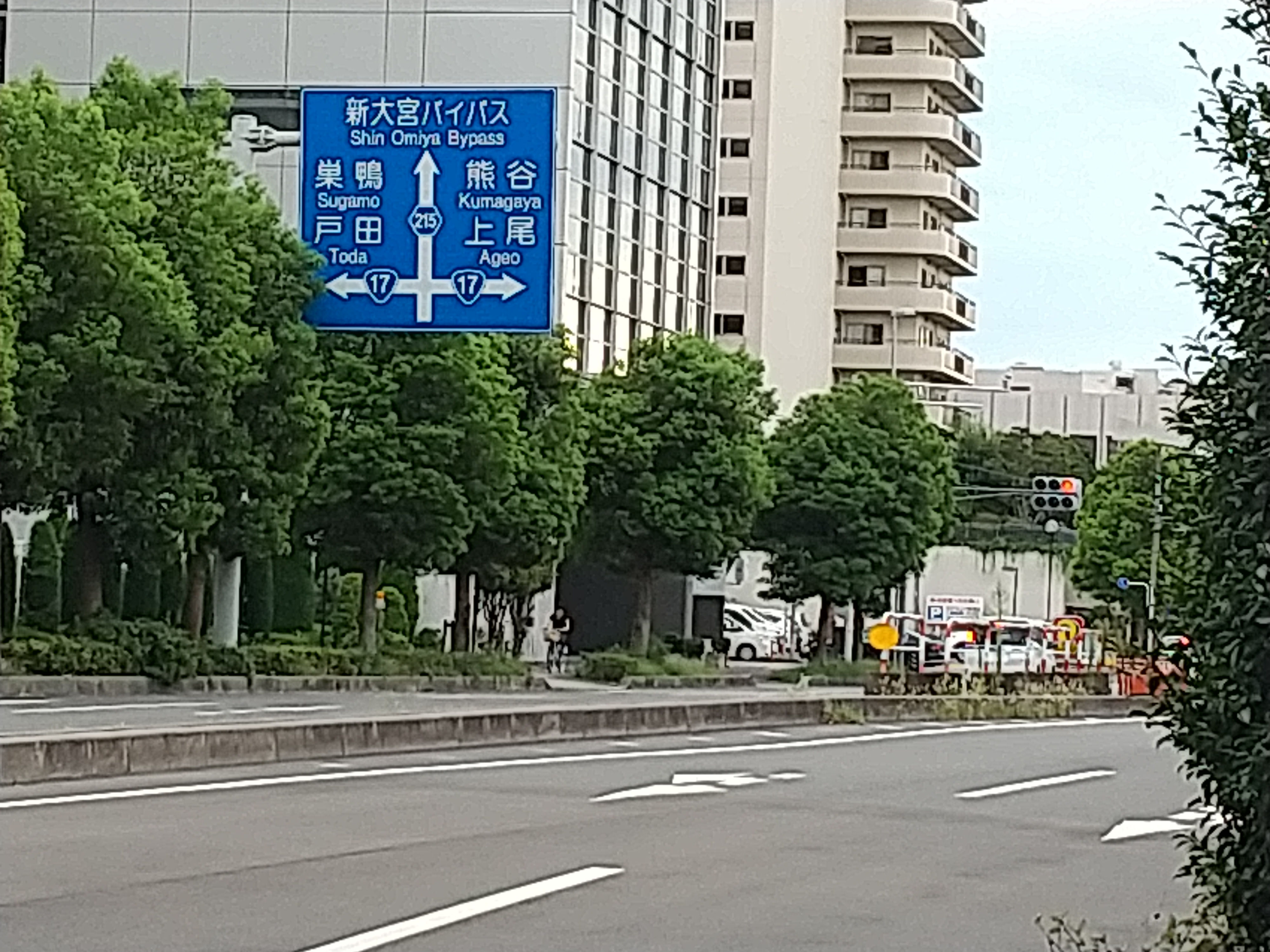
さいたま市中央区上落合付近